# Al-Mazraa, Homs
Al-Mazra'a (tiếng Ả Rập: المزرعة) là một ngôi làng ở phía bắc Syria nằm ở phía tây Homs thuộc tỉnh Homs. Theo Cục Thống kê Trung ương Syria, al-Mazra'a có dân số 2.519 người trong cuộc điều tra dân số năm 2004. Cư dân của nó chủ yếu là người Hồi giáo Shia  và Alawites.